# Tirimüjgan Kadınefendi
Tirimüjgan Kadınefendi (16. srpna 1819 – 3. října 1852) byla konkubína osmanského sultána Abdulmecida I. a matka sultána Abdulhamida II.

## Mládí
Některé zdroje uvádí, že Tirimüjgan pocházela z Arménie. Jiné zase, že se narodila v Circassii ve východní Evropě (dnešní západ Ruska) a byla členkou dynastie Shapsug, která zde vládla. Její otec byl Bekhan Bey a matka Almaş Hanim.
Jméno Tirimüjgan dostala v Osmanské říši. V psaných pamětích Ayşe Sultan, dcery sultána Abdulhamida II je uvedeno, že měla zelené oči, dlouhé tmavě blond vlasy, bledou pleť, úzký pas, velmi hubené tělo a dobře vypadající ruce a nohy. Údajně o sobě vyprávěla, že pochází Circassie a je dcerou vůdce. Myslel si to i sám sultán, ale později se zjistilo, že je dcerou Arménského muzikanta Çandıra.

## Manželství se sultánem
Tirimüjgan byla za sultána Abdulmecida provdána v roce 1839 v paláci Topkapi v Istanbulu. Porodila mu dva syny a jednu dceru. Jako první se narodila Naime Sultan, která ale zemřela na neštovice ve věku dvou let v březnu 1843. Budoucí sultán Abdulhamid byl jejím druhým dítětem a třetím dítětem byl princ Mehmed Abid, který ale zemřel, když mu byl pouhý měsíc. Kdykoliv o ní její syn, sultán Abdulhamid mluvil, říkal: „Má ubohá matka opustila tento svět jako velmi mladá, ale stále si ji dokážu vybavit. Nikdy na ni nezapomenu. Velmi mě milovala. Když onemocněla, chtěla, abych seděl vedle ní a líbala mě na obličej, protože na ústa nesměla.“

## Smrt
Tirimüjgan zemřela 3. října 1852 na tuberkulózu v paláci Feriye v Istanbulu. Zemřela 23 let předtím, než její syn nastoupil na trůn. Nemohla tedy zastávat funkci Valide sultan. Tu za ni převzala Rahime Perestu Sultan, která se po smrti Tirimüjgan o Abdulhamida starala.